# Curro
Curro és el nom de la mascota de l'Exposició Universal de Sevilla de 1992. Fou dissenyada per Heinz Edelmann i resultà la guanyadora d'un concurs en la que s'hi presentaren 23 dissenys més.
Curro és un ocell amb potes d'elefant, amb una gran cresta multicolor que fa referència als cinc continents. El nom de Curro es deu a la forma familiar d'Andalusia a anomenar així als anomenats Francisco. La mascota es donà a conèixer el 14 de març de 1989 a Madrid i es presentà oficialment el 20 d'abril de 1990 a Sevilla. Curro tingué una gran popularitat, esdevenint una potent imatge publicitària de l'esdeveniment.